# George Mussallem
Pour les articles homonymes, voir Mussallem.
George Mussallem (5 janvier 1908-10 avril 2007) est un homme politique canadien de la Colombie-Britannique. Il est député provincial créditiste de la circonscription britanno-colombienne de Dewdney de 1966 à 1972 et de 1975 à 1983.

## Biographie
Né à Winnipeg au Manitoba de parents originaires du Liban, la famille s'installe à Prince Rupert et à Vancouver. En 1919, il s'établit à Haney (en) où il se lance en affaires et représente Ford et ensuite General Motors. Il s'implique aussi dans le comité exécutif de Scouts Canada pour la Colombie-Britannique. En 1929, il reçoit son brevet de pilote et vol jusque durant les années 1970.
Mussallem est whip créditiste à l'Assemblée législative de la Colombie-Britannique.
Sa sœur, Helen (en), est considérée comme l'une des dix meilleures infirmières au monde pour son développement de programme de formation en infirmerie et en système de triage par l'Organisation mondiale de la santé.
Mussallem meurt en avril 2007.